# ريموند عازار
ريموند سعادة عازار هي ممثلة وممثلة صوت لبنانية.

## فيلموغرافيا

### أدوار الدبلجة
- دور العمر 2021
- المختار الثقفي
- يوسف الصديق - كالي ماما